# Museu Nacional do Automóvel (Estados Unidos)
O Museu Nacional do Automóvel (em inglês: National Automobile Museum) é um museu de automóveis localizado ao sul do rio Truckee em Reno (Nevada, Estados Unidos). É uma exposição histórica de automóveis do final do século XIX até a década de 1960 e, em alguns casos, mais tarde. A maioria dos veículos em exibição pertence à coleção do falecido William F. Harrah, razão pela qual o museu às vezes é conhecido como The Harrah Collection (A coleção Harrah).

## Coleção
A coleção do museu inclui um Cadillac V-16, um Duesenberg, um DMC DeLorean da American Express banhado a ouro de 24 quilates e vários carros Franklin refrigerados a ar, além de outros automóveis importantes ou notáveis, como o carro Dymaxion. A coleção inclui também um Chevrolet Corvette de 1953 entregue ao ator John Wayne em 7 de outubro desse mesmo ano e o "Jerrari", que é um Jeep SUV equipado com motor Ferrari V12 e anteriormente usado por William F. Harrah.
O museu também alberga o Off-road Motorsports Hall of Fame, onde são exibidos veículos de competição, como motocicletas, quadriciclos, entre outros.